# Baumhof (Neunburg vorm Wald)
Baumhof ist ein Ortsteil der Stadt  Neunburg vorm Wald im Landkreis Schwandorf in Bayern.

## Geographie
Baumhof liegt circa vier Kilometer nordwestlich von Neunburg vorm Wald an der Schwarzach.

## Geschichte
Der Name Baumhof deutet darauf hin, dass sich an der Stelle der Siedlung ein eindrucksvoller Baum oder eine Baumgruppe befand. Bis 1860 war Baumhof Standort einer Ölmühle.
Am 23. März 1913 war Baumhof Teil der Pfarrei Schwarzhofen, bestand aus sechs Häusern und zählte 38 Einwohner.
Am 31. Dezember 1990 hatte Baumhof 35 Einwohner und gehörte zur Pfarrei Schwarzhofen.